# Jan Żabiński

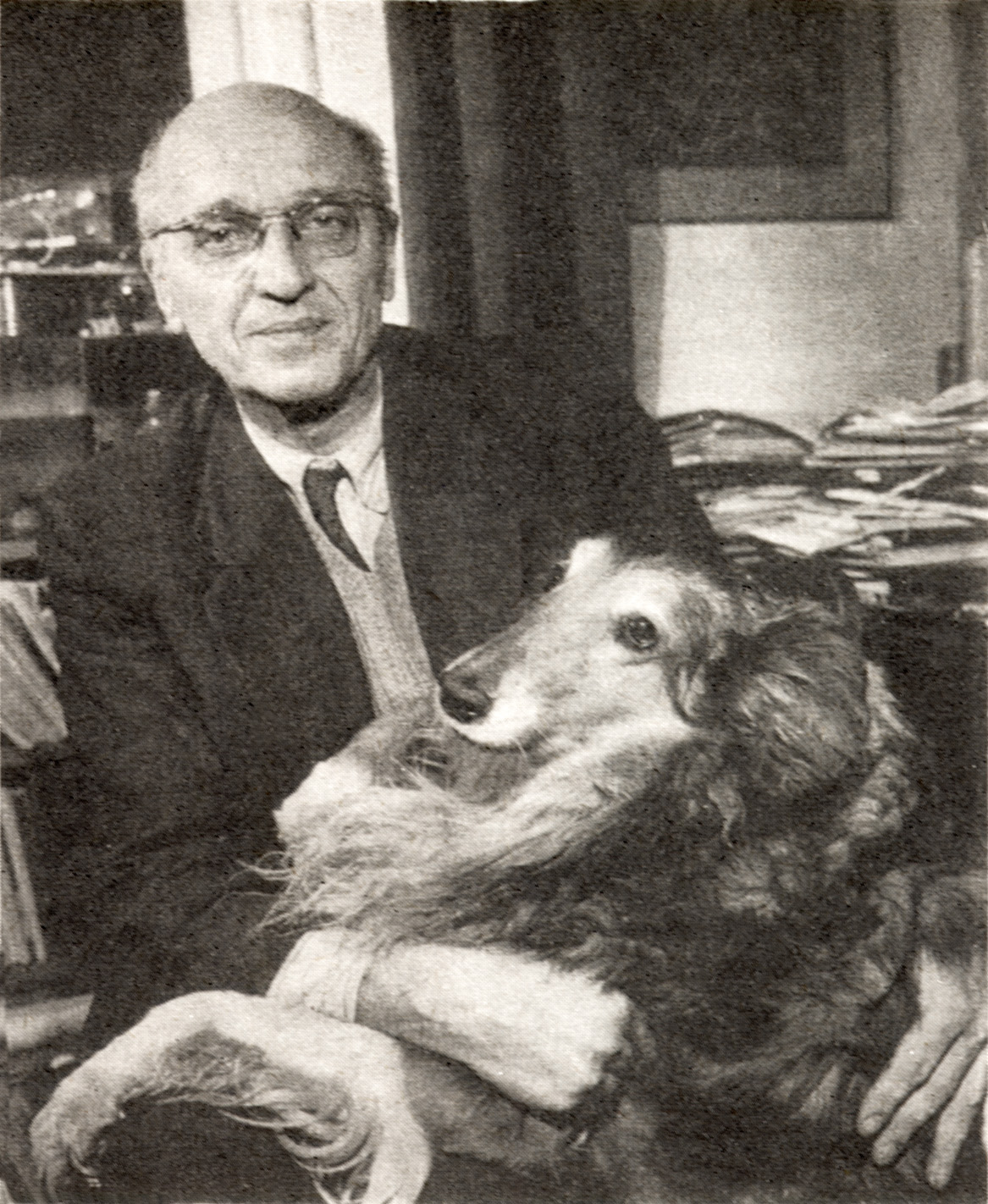
Jan Żabiński, 1967

Jan Żabiński, född 8 april 1897 i Warszawa, död 26 juli 1974 i Warszawa, var en polsk zoolog.
Jan Żabiński var son till Józef Żabiński och dennes hustru Helena, som lärde honom att tycka om djur. Han var bror till läkaren och motståndshjälten under Warszawaupproret Hanna Petrynowska (1901–1944). Han anslöt sig till den nyinrättade polska armén 1919 och deltog i Polsk-sovjetiska kriget 1919–1921.
Han utbildade sig till agronom och tog en doktorsgrad i fysiologi. År 1946 habiliterades han också i zoologi vid Maria Skłodowska-Curieuniversitet i Lublin. Han anställdes på Institutionen för zoologi och fysiologi på Warszawas lantbruksuniversitet. Han var medgrundare till Warszawas Zoo och blev dess chef från 1929 till dess stängning av tyskarna 1939. År 1937 övervakade han där födelsen av den indiska elefanten Tuzinska, som var den tolfte elefanten i världen som föddes i fångenskap och den första i Polen. Under ockupationen var han chef för Warszawas parkförvaltning. 
Jan Żabiński var gift med författaren och zoologen Antonina Erdman (1908–1971), som han träffat på Warszawas lantbruksuniversitet.
Under andra världskriget var familjen Żabińskis tjänstevilla i Warszawas Zoo och omgivande zoologiska trädgård en genomgångsplats för judar, som hade smugglats ut från Warszawas getto av bland andra Jan Żabiński. Makarna Żabiński fick för denna gärning 1965 den israeliska utmärkelsen Rättfärdig bland folken av Yad Vashem. Huset, Żabiński Villa, är sedan 2015 ett personmuseum med ungefär samma utseende som under familjen Żabińskis tid.
Under ockupationen var Jan Żabiński medlem av den polska motståndsrörelsen, Armia Krajowa, och utnyttjade den zoologiska trädgårdens utrymmen för vapenförråd och bombtillverkning. Han deltog i Warszawaupproret i augusti–september 1944 och tillfångatogs av tyskarna.
Visentstamboken hade före andra världskriget upprättats och upprätthållits i Tyskland av Internationale Gesellschaft zur Erhaltung des Wisents. Efter kriget övertogs redaktörskapet av polska institutioner med Jan Żabiński som ansvarig, med en första utgåva 1947.
Żabińskis insatser under andra världskriget skildras i boken The Zookeeper's Wife av Diane Ackerman från 2007. Boken filmatiserades 2017. I filmen spelas Żabiński av Johan Heldenbergh